# NGC 4328
NGC 4328 est une petite galaxie lenticulaire située dans la constellation de la Chevelure de Bérénice. NGC 4328 a été découverte par l'astronome germano-britannique William Herschel en 1784.

## Caractéristiques

### Distance
Sa vitesse par rapport au fond diffus cosmologique est de 809 ± 23 km/s, ce qui correspond à une distance de Hubble de 11,9 ± 0,9 Mpc (∼38,8 millions d'al). 
À ce jour, une mesure non basée sur le décalage vers le rouge (redshift) donne une distance d'environ 23,700 Mpc (∼77,3 millions d'al). Cette valeur est à l'extérieur des valeurs de la distance de Hubble. Cependant, cette galaxie est relativement rapprochée du Groupe local et les mesures indépendantes sont souvent assez différentes des distances de Hubble pour les galaxies rapprochées en raison de leur mouvement propre dans le groupe où l'amas où elles sont situées. Cette valeur est peut-être plus près de la distance réelle de NGC 4328. Notons que c'est avec la valeur moyenne des mesures indépendantes, lorsqu'elles existent, que la base de données NASA/IPAC calcule le diamètre d'une galaxie.

## Amas de la Vierge
Bien que cette galaxie ne figure dans aucun groupe des sources consultées, sa désignation VCC 634 (Virgo Cluster Catalog) indique qu'elle fait partie de l'amas de la Vierge. Elle est située à une distance comparable aux galaxies de cet amas.